# Gabriel Vanel
Gabriel Marie Étienne Vanel, né le 12 janvier 1925 à Ampuis et mort le 1er mars 2013, est un évêque catholique français, archevêque d'Auch de 1985 à 1996.

## Biographie
Vicaire général aux Armées, il a été nommé vicaire apostolique aux Armées françaises le 21 avril 1970 et a été consacré évêque le 13 juin suivant avec le titre d'évêque titulaire de Rota. Il conserve ce poste jusqu'au 12 février 1983,. 
De 1983 à 1985 il est recteur de Saint-Louis-des-Français à Rome.
Il est nommé par le pape Jean-Paul II archevêque métropolitain d'Auch le 21 juin 1985. Il se retire le 1er mars 1996 à l'âge de 71 ans. 
Gabriel Vanel demeure chez les petites sœurs des pauvres à Toulouse jusqu'à son décès le 1 mars 2013.
Une messe des premières obsèques est présidée par Robert Le Gall, archevêque de Toulouse, dans la chapelle des de ces dernières. Le lendemain, les funérailles solennelles ont eu lieu dans la Cathédrale Sainte-Marie d'Auch, présidées par Maurice Gardès, archevêque d'Auch, en présence de Maurice Fréchard, archevêque émérite d'Auch et de Robert le Gall, précédemment cité. 
Le dimanche 4 août 2013, une messe est célébrée à son intention en l'église d'Ampuis, son village natal. Cette messe est présidée par le cardinal André Vingt-Trois, archevêque de Paris, et concélébrée entre autres par Maurice Gardès, archevêque d'Auch, et Jean-Pierre Batut, évêque auxiliaire de Lyon.
Son corps est inhumé dans la cathédrale Sainte-Marie d'Auch comme celui de son prédécesseur.